# Валорски, Джеки
Жаклин Рене Валорски (анг. Jacqueline Renae Walorski; род. 17 августа 1963; Саут-Бенд, Индиана, США — 3 августа 2022; Юнион, округ Элкхарт, Индиана, США) — американская журналистка, филантроп, политик, работавшая представителем Конгресса США во 2-м избирательном округе Индианы с 2013 года по 3 августа 2022 года. Член Республиканской партии.
В Палате представителей Индианы представляла 21-й округ Индианы с 2005 по 2010 год. В 2010 году она выдвигала свою кандидатуру в Конгресс США от республиканцев по 2-му избирательного округу Индианы, но с небольшим перевесом проиграла всеобщие выборы действующему конгрессмену-демократу Джо Доннелли. Валорски получила это место в 2012 году после того, как Доннелли освободил его, чтобы баллотироваться в Сенат США, куда был переизбран четыре раза.

## Ранние годы
Жаклин родилась в Саут-Бенде, штат Индиана, 17 августа 1963 года. Она выросла со своими двумя старшими братьями в городском районе Гилмер-Парк. Её мать Марта С. (урожденная Мартин) работала резчиком мяса в местном продуктовом магазине, а её отец Раймонд Валорски работал пожарным и владел магазином бытовой техники. У неё были польские и немецкие корни. В детстве она посещала начальную школу Хэя и окончила среднюю школу Райли в 1981 году. Затем она училась в Баптистском колледже Свободы с 1981 по 1983 год, а в 1985 году окончила Университет Тейлора, получив степень бакалавра гуманитарных наук в области коммуникаций и государственного управления.

## Личная жизнь
В 1995 году Валорски вышла замуж за Дина Суихарта, школьного учителя из Мишаваки. Проживала в Джеймстауне, пригородном поселке к западу от Элкхарта, и была членом церкви Саут-Гейт, Всемирного братства Ассамблей Бога в Саут-Бенде.

## Начало карьеры
Валорски начала свою карьеру в качестве телерепортера на WSBT-TV, филиале CBS в Саут-Бенде, с 1985 по 1989 год, а с 1989 по 1991 год была исполнительным директором Общества защиты животных округа Сент-Джозеф. В 1991 году она была назначена директором по институциональному развитию в колледже Ансилла и занимала эту должность до тех пор, пока в 1996 году не была назначена директором по членству в Торговой палате округа Сент-Джозеф. Позже она работала директором по ежегодным пожертвованиям в Университете Индианы в Саут-Бенде с 1997 по 1999 год.
Валорски переехала в Румынию в 2000 году и основала Impact International, фонд для предоставления медикаментов и помощи бедным детям. Она занималась христианской миссионерской работой в Румынии, прежде чем вернуться в США в 2004 году.

## Палата представителей Индианы

### Выборы
В 2004 году Валорски баллотировалась в Палату представителей Индианы после того, как действующий республиканский представитель штата Ричард У. Мангус решил уйти в отставку. Она избиралась во 2-м округе Индианы и победила демократа Карла Х. Касера, набрав 64 процента голосов. В 2006 году она выиграла второй срок, набрав 53 процента голосов. В 2008 году она беспрепятственно выиграла третий срок.

### Срок пребывания в должности
Во время своего пребывания в Палате представителей Индианы Валорски спонсировала Закон Индианы об удостоверении личности избирателя, требующий от избирателей предъявить удостоверение личности государственного образца во время личного голосования. Закон об удостоверении личности избирателя привел к многочисленным судебным искам, в частности, к делу «Кроуфорд против Избирательной комиссии округа Мэрион», где он был упомянут как «способствовавший распространению законов об удостоверении личности избирателя в других штатах».
Валорски подвергалась критике за то, что пропустила голосование и возможность остановить принятие законопроекта о переходе на летнее время (DST) вне Конгресса, хоть этот законопроект впоследствии и умер в Палате представителей.
Валорски является автором законодательства о борьбе с кражей личных данных. В 2006 году она выступила инициатором законопроекта, требующего от компаний уведомлять клиентов, проживающих в Индиане, о любых нарушениях безопасности, которые могут привести к краже личных данных, потере личных данных или мошенничеству.
Она работала в комитете Family, Children, & Human Affairs, а также в комитете Public Policy.

## Палата представителей США
В 2009 году Валорски выдвинула свою кандидатуру в Палату представителей, бросив вызов действующему представителю от Демократической партии США во 2-м избирательном округе Индианы Джо Доннелли. Она выиграла республиканские предварительные выборы 2010 года с 61-им процентом голосов, победив Мартина Долана, Джека Джордана и Тони Зиркл. На всеобщих выборах она проиграла Доннелли (47 против 48-ми процентов).
Через несколько месяцев после всеобщих выборов Валорски объявила о своем плане снова баллотироваться на ту же должность в 2012 году. Во время законодательной сессии Законодательного собрания Индианы в 2011—2013 годах Палата представителей и Сенат Индианы, в которых преобладают республиканцы, изменили состав избирательных округов Индианы. После перераспределения избирательных округов новый 2-й округ включал весь округ Элкхарт, родной округ Валорски, а демографические данные нового округа включали больше зарегистрированных избирателей-республиканцев. Если бы округ существовал в этих границах в 2008 году, Барак Обама победил бы в нём не с 54-мя процентами голосов, а с разрывом всего в 0,3 процента (49,6 % против 49,3 % Джона Маккейна). Доннелли решил не добиваться переизбрания, вместо этого решив баллотироваться в Сенат США. Валорски выиграла первичные выборы 2012 года, набрав 73 % голосов.
В 2014 году, работая в комитете Палаты представителей по делам ветеранов, Валорски была ведущим голосом, настаивавшим на отставке Эрика Шинсеки с поста министра по делам ветеранов из-за скандала с Управлением здравоохранения ветеранов.
Валорски проголосовала против второго импичмента Дональда Трампа и проголосовала против признания президентских выборов в США в 2020 году.
В 2019 году Валорски была назначена членом подкомитета House Ways and Means по поддержке работников и семьи.
В 2020 году она была назначена членом Специального подкомитета по коронавирусному кризису.
В 2021 году она стала членом Комитета по этике Палаты представителей.
Валорски выиграла безальтернативные республиканские предварительные выборы 2022 года во 2-м округе Индианы.

## Политические позиции
- 25 мая 2018 года Валорски представила законопроект, удваивающий пособие по случаю смерти, которое федеральное правительство выплачивает семьям военнослужащих, погибших при исполнении служебных обязанностей. Законодательство увеличило бы вознаграждение в связи со смертью со 100 000 до 200 000 долларов. Согласно законопроекту, правительство выплачивало бы не менее 60 % пособия пережившему супругу, а военнослужащие могли выбирать, как выплачивать оставшиеся 40 %. Законопроект также ограничил бы выплаты членам Конгресса в связи со смертью до 74 000 долларов, то есть примерно на 100 000 долларов меньше, чем по нынешней системе[27].

- Валорски проголосовала за отмену Закона о доступном медицинском обслуживании, также известного как Obamacare[28].

- Валорски выступала за приватизацию социального обеспечения. В марте 2010 года она сказала: «Я думаю, что единственное, что мы должны сделать, это то, что Буш действительно пытался сделать пару лет назад, а именно приватизировать социальное обеспечение и позволить людям вкладывать средства в свою пенсию». Валорски проголосовала за Закон о снижении налогов и занятости от 2017 года. В 2018 году Валорски заявила, что выступает против тарифов Трампа на товары, импортируемые от союзников США. Она сказала, что такие пошлины угрожают американским предприятиям и рабочим. К ним относятся 25-процентный тариф на сталь и 10-процентный тариф на алюминий. Валорски также попросила ускорить систему предоставления исключений для определённых продуктов.

- В 2013 году Валорски поддержала запрет абортов на поздних сроках[29]. В 2015 году Валорски выразила возражения против Закона о защите нерождённых детей — законопроекта, запрещающего позднее прерывание беременности, процедуру аборта, проводимую после двадцати недель беременности. Законопроект 2015 года предусматривал исключение для тех, кто хочет сделать аборт в связи с изнасилованием, но требовал, чтобы лицо, ходатайствующее об исключении, сообщило в полицию об изнасиловании в течение последних двадцати недель[30]. Вскоре после этого республиканцы в Палате представителей отменили запланированное голосование из-за противодействия Валорски и представителя Рене Элмерс, а также других республиканцев, выразивших озабоченность по поводу законопроекта. В 2015 году была предложена модифицированная версия законопроекта с поправками, убирающими требование сообщать об изнасиловании в полицию. Вместо этого в этой версии разрешались аборты после двадцати недель в случае изнасилования с требованием, чтобы беременные в результате изнасилования обращались за медицинской помощью или психологической консультацией, прежде чем сделать аборт. Валорски проголосовала за эту версию законопроекта Палаты представителей в мае. В октябре 2017 года Валорски обратилась в Департамент здравоохранения штата Индиана с просьбой отклонить заявку на открытие клиники для абортов в Саут-Бенде, заявив, что клиника подорвёт усилия по сокращению количества абортов в этом районе[31][32].

- В 2016 году Валорски получила рейтинг «D» от группы по защите интересов легализации марихуаны NORML за её историю голосования по законопроектам, связанным с каннабисом. Валорски получила 63 % рейтинга от Heritage Action for America на основе её консервативного голосования.

- Валорски поддержала указ Трампа от 2017 года о временном запрете на въезд в США для граждан семи стран с мусульманским большинством, заявив, что, по её мнению, это «позволит сотрудникам национальной безопасности изучить процесс проверки и усилить меры безопасности для предотвращения проникновения террористов в нашу страну».

- В декабре 2020 года Валорски была одним из 126-ти республиканских членов Палаты представителей, подписавших протокол amicus в поддержку дела «Техас против Пенсильвании», иска, поданного в Верховный суд США по оспариванию результатов президентских выборов 2020 года, в которых Джо Байден победил Дональда Трампа. Верховный суд отказался рассматривать дело на том основании, что Техас не имел права в соответствии со статьей III Конституции оспаривать результаты выборов, проведённых в другом штате.

## Причина смерти
3 августа 2022 года четыре человека, в том числе конгрессвумен Валорски, погибли в лобовом столкновении двух автомобилей недалеко от Наппани, штат Индиана. Валорски возвращалась с церемонии перерезания ленточки в Клейпуле. Столкновение произошло недалеко от пересечения с государственной дорогой 119.
Водитель другого автомобиля, Ford Contour, и два человека в автомобиле Валорски, Toyota RAV4 (её директор по связям с общественностью Эмма Томсон и её окружной директор Захери Поттс), также погибли. Первоначально сообщалось, что движущийся на север автомобиль на государственной дороге 19 свернул налево и столкнулся лоб в лоб с автомобилем Валорски, который ехал на юг, но позже полиция отказалась от этого заявления и заявила, что машина Валорски, движущаяся на север (за рулем был Поттс), пересекла центральную линию по неизвестным причинам. Расследование завершилось в следующем месяце, когда офис шерифа округа Элкхарт установил, что Поттс виноват в аварии, с доказательствами, свидетельствующими о том, что он, вероятно, пытался обогнать бортовой грузовик.
Спикер палаты представителей Нэнси Пелоси приказала, чтобы флаги вокруг здания Капитолия США были приспущены в день смерти и на следующий день в память Жаклин Валорски. Министр транспорта Пит Буттиджич, чей родной город Саут-Бенд находится в округе Валорски, выразил соболезнования в Твиттере, заявив, что «она всегда была готова работать вместе там, где были точки соприкосновения». Бывший президент Дональд Трамп восхвалял её на своей платформе Truth Social, а президент Джо Байден выступил с заявлением, в котором говорилось, что её «уважают члены обеих партий», и выражал соболезнования семьям жертв. 10 августа делегация Конгресса Индианы представила резолюцию о том, чтобы назвать клинику Департамента по делам ветеранов в Мишаваке клиникой Джеки Валорски VA.
Похороны Валорски состоялись 11 августа в общинной церкви в Грейнджере, штат Индиана. Она была похоронена на кладбище Саутлон в Саут-Бенде.
Преемник Валорски в Палате представителей США должен быть выбран на внеочередных выборах в ноябре 2022 года.

## Звания и награды
- Орден Звезды Румынии () от 8 июня 2017